# Khí đốt ở Nga

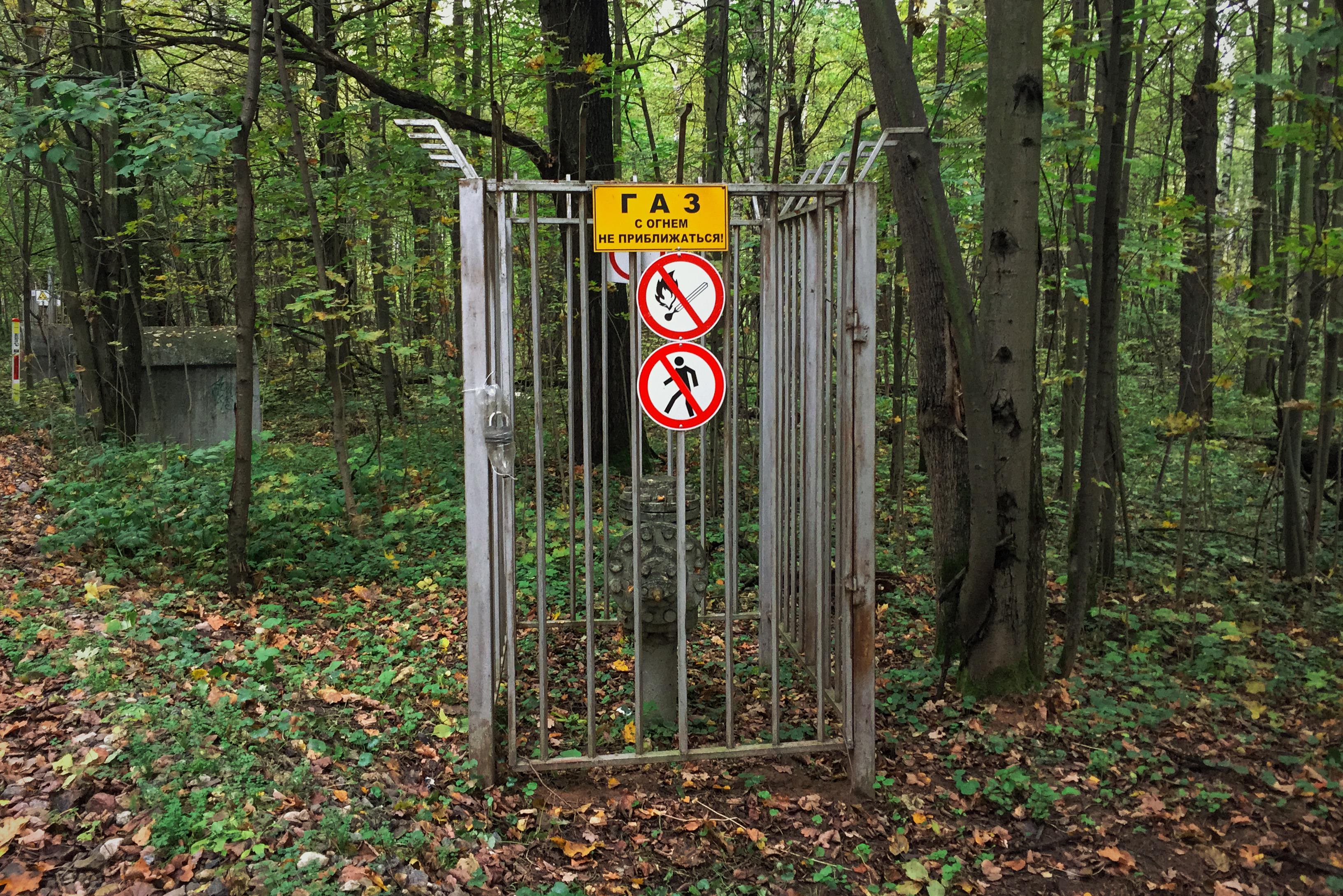
Một điểm van đường khí đốt ở khu rừng Losiny Ostrov

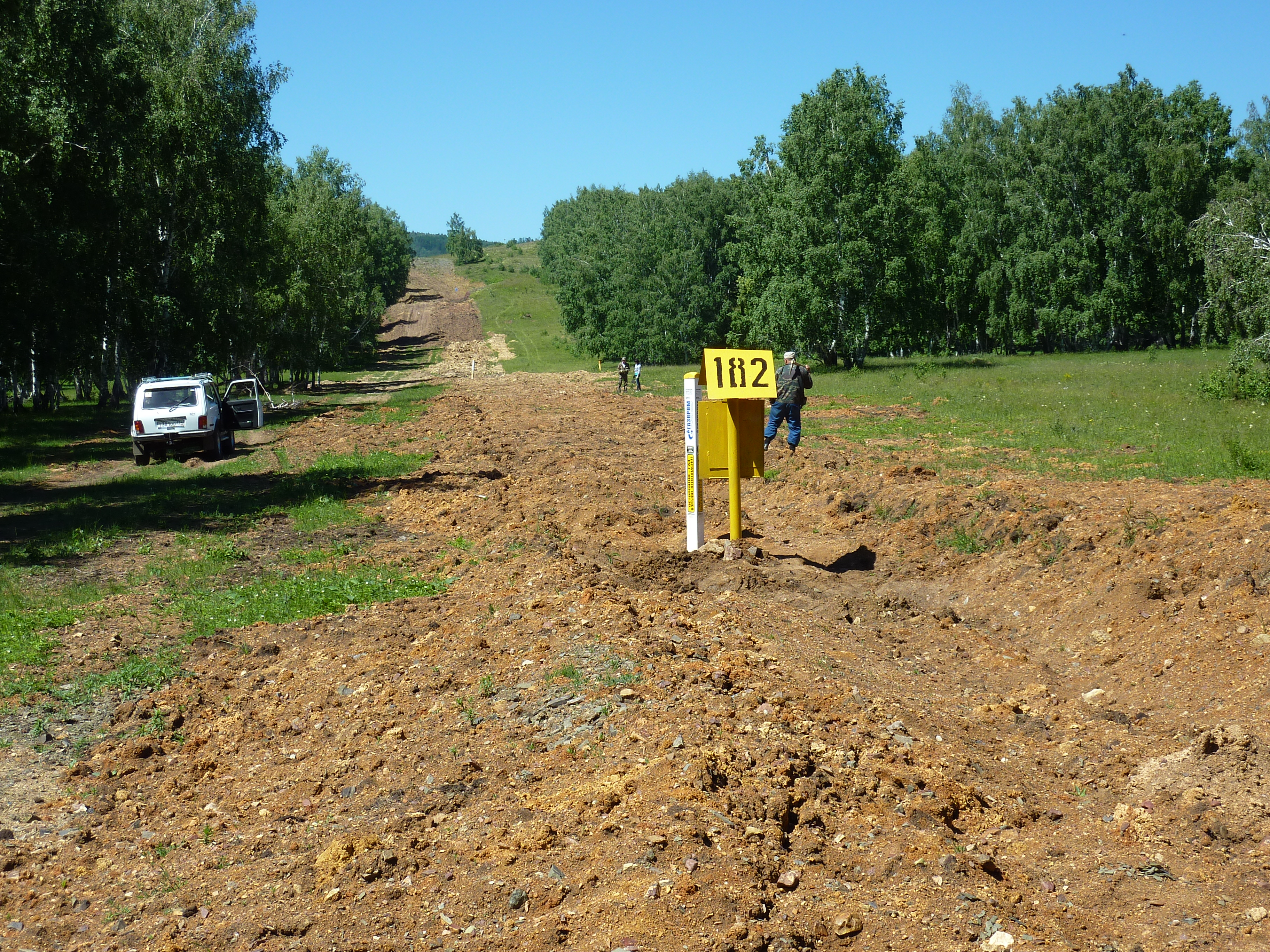
Một đường dẫn khí đốt của Nga đi qua làng Askarovo

Khí đốt của Nga hay còn gọi là khí thiên nhiên ở Nga (Natural gas in Russia) hay khí gas ở Nga là việc khai thác, sử dụng, xuất khẩu khí đốt và chính sách năng lượng của Nga. Tính đến năm 2013, Nga là nhà sản xuất khí đốt tự nhiên lớn thứ hai thế giới, sản xuất ước tính hơn 669 tỷ mét khối (bcm) khí đốt mỗi năm và là nhà sản xuất, nhà xuất khẩu khí đốt tự nhiên lớn nhất thế giới với khối lượng vận chuyển ước tính 196 bcm một năm. Theo ước tính của The World Factbook, quốc gia này cũng có trữ lượng đã được chứng minh lớn nhất với 48 nghìn tỷ mét khối (tcm). Số liệu thống kê của tổ chức OPEC cũng xếp Nga đứng đầu thế giới, với ước tính 49 tcm, 24% trữ lượng đã được chứng minh, tuy nhiên, BP thì lại ước tính đưa Nga đứng thứ hai sau Iran với 33 tcm. Ngoài ra, Nga có thể có trữ lượng khí đốt tự nhiên chưa được phát hiện lớn nhất, với hơn 6,7 tcm theo ước tính của Cơ quan Khảo sát Địa chất Hoa Kỳ. Nước Nga tiêu thụ lượng khí đốt khoảng 457 bcm mỗi năm chỉ đứng sau mức tiêu thụ của Hoa Kỳ.
Các nhà sản xuất khí tự nhiên chính ở Nga là các công ty khí đốt Gazprom, Novatek, Itera, Northgas và Rospan, và các công ty dầu khí liên kết là Surgutneftegaz, TNK-BP, Rosneft và LUKOIL. Phần lớn Gazprom thuộc sở hữu nhà nước và độc quyền về đường ống dẫn khí đốt tự nhiên và có độc quyền trong việc xuất khẩu khí đốt tự nhiên theo Luật Liên bang về Xuất khẩu Khí đốt có hiệu lực vào ngày 20 tháng 7 năm 2006. Gazprom cũng có quyền kiểm soát tất cả các đường ống dẫn khí đốt ra khỏi Trung Á, và do đó kiểm soát việc tiếp cận thị trường Châu Âu. Nga đã sử dụng khí đốt của Trung Á, chủ yếu là khí đốt từ Turkmenistan, trong những trường hợp nước này nhận thấy mình không thể đáp ứng tất cả các nghĩa vụ giao hàng từ việc sản xuất của chính mình như năm 2000, Gazprom cho phép Turkmenistan sử dụng đường ống của mình để cung cấp khí đốt cho thị trường nội địa Nga giúp Gazprom thực hiện nghĩa vụ của mình với các khách hàng châu Âu.

## Tiêu thụ

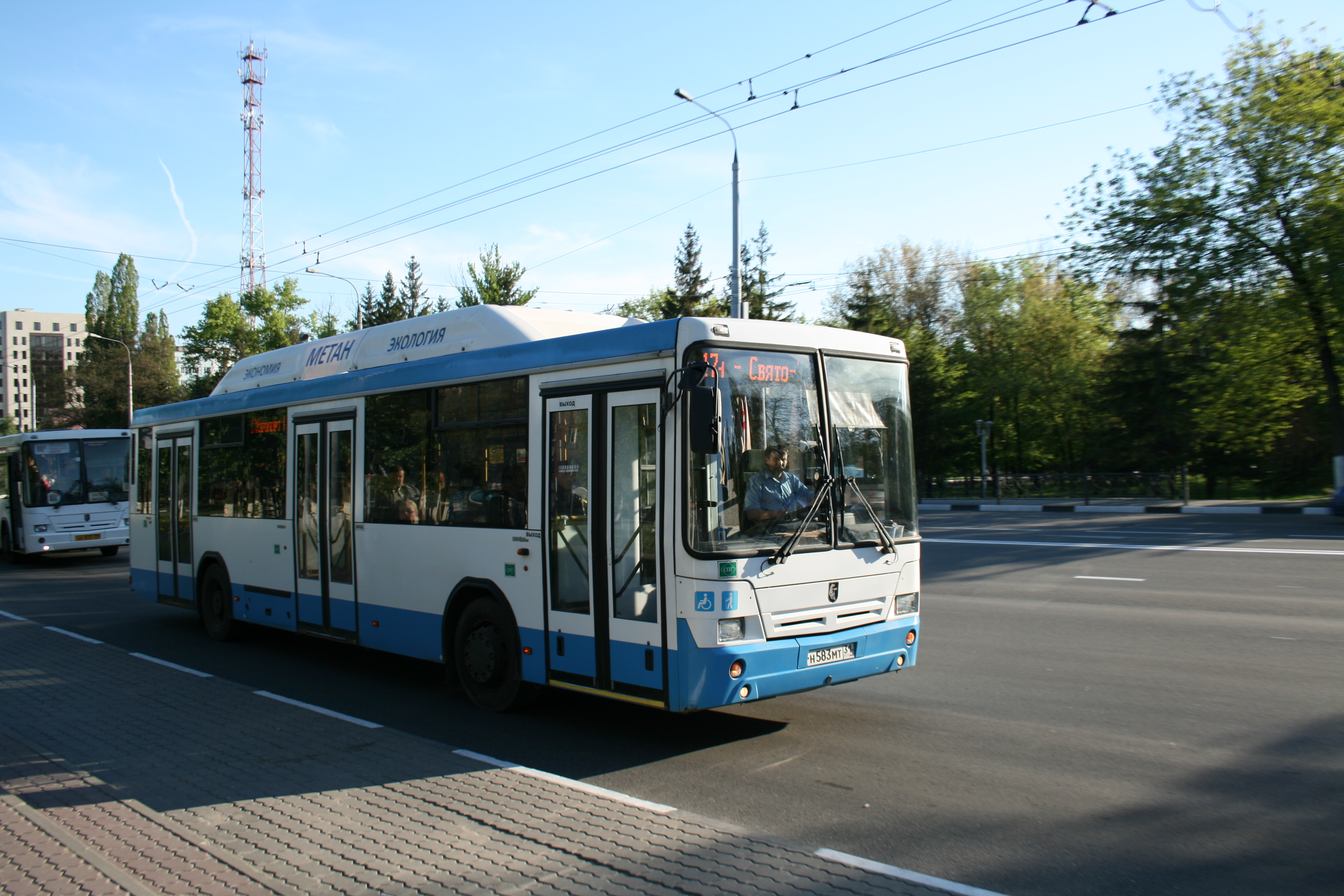
Những chiếc xe buýt chạy bằng khí đốt

Việc sử dụng ô tô chạy bằng khí tự nhiên ở Nga được chính phủ Nga khuyến khích. Bộ dụng cụ chuyển đổi hậu mãi được bán từ các công ty như Italgas, trong khi một số xe theo hệ GAZ Group được bán với hệ thống khí đốt tự nhiên. Tính đến cuối năm 2016, Gazprom có mạng lưới 254 trạm xăng trong nước và cũng đặt ra kế hoạch đạt 500 trạm vào năm 2020. Công ty sản xuất xe buýt NEFAZ sản xuất xe buýt chạy bằng khí sử dụng động cơ Daimler. Một biến thể khí đốt tự nhiên của Lada Vesta đã được giới thiệu quảng bá vào năm 2017.
Việc trợ cấp khí đốt tự nhiên ở Nga diễn ra từ lâu trong lịch sử. Trợ cấp cho khí đốt tự nhiên là một trong những lý do khiến năng lượng tái tạo trong nước hạn chế. Tuy nhiên, rất khó để ước tính mức độ trợ cấp vì không có giá chuẩn. Thường tính toán netback đã được sử dụng nhưng có những lập luận chống lại hiệu lực của chúng trong việc xác định quy mô trợ cấp trong nước. "Netback" là giá mà khí đốt của Nga được bán tại biên giới, trừ đi chi phí vận chuyển và thuế đánh vào hàng xuất khẩu. Tuy nhiên, không chắc chắn rằng giá trong nước phải giống với giá mua tại biên giới. Giải pháp thay thế sẽ là xem xét chuỗi cung ứng khí đốt tự nhiên, xác định bất kỳ tổn thất nào phát sinh và phân loại chúng là trợ cấp gián tiếp. Tuy nhiên, do sự phức tạp của chuỗi cung ứng (bao gồm các hoạt động thượng nguồn, đường ống trung kế, lưới phân phối và các tiện ích địa phương - đôi khi thuộc sở hữu của các tổ chức thương mại, đôi khi thuộc sở hữu của chính quyền thành phố hoặc chính quyền khác), rất khó xác định quy mô tổn thất tài chính.

## Chính sách

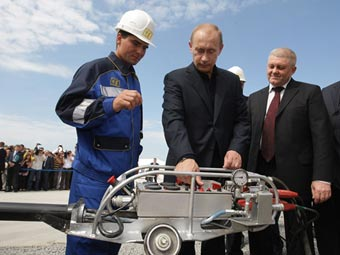
Tổng thống Putin đang khai trương mở van khí đốt trong một sự kiện tại Khabarovsk Krai vào năm 2009.

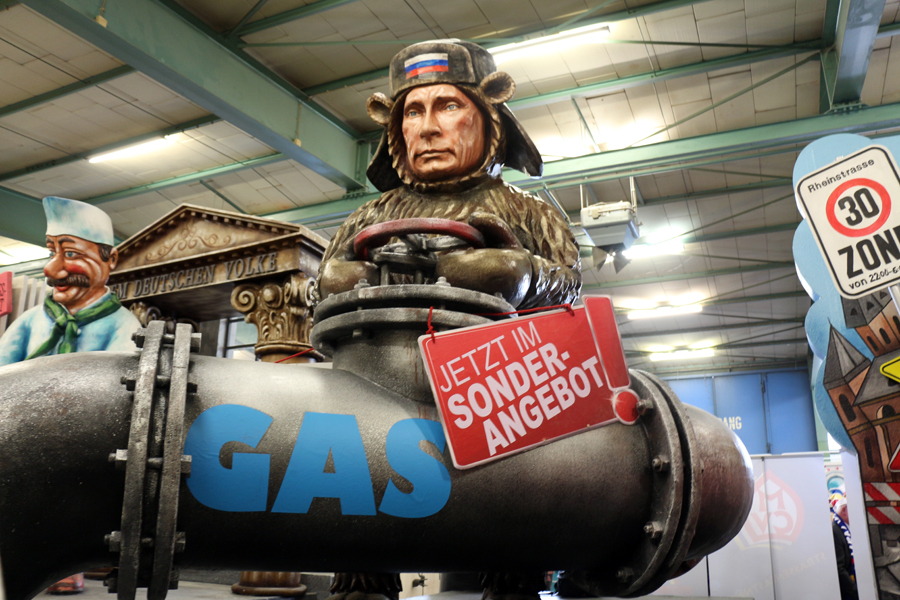
Biếm họa của phương Tây về Tổng thống Putin sử dụng khí đốt như một thứ vũ khí với việc đe dọa khóa van đường ống dẫn khí.

Chiến lược Năng lượng dự báo sản xuất ngoài Gazprom tăng từ tỷ lệ 17% năm 2008 lên 25–30% vào năm 2030, có nghĩa là tăng trưởng từ 114 lên khoảng 245 BCM/năm. Các thị trường xuất khẩu chính của khí đốt tự nhiên của Nga là Liên minh châu Âu và SNG. Nga cung cấp một phần tư lượng tiêu thụ khí đốt của EU, chủ yếu thông qua quá cảnh qua Ukraine (Soyuz, đường ống Urengoy–Pomary–Uzhhorod) và Belarus (đường ống Yamal-Châu Âu). Các nhà nhập khẩu chính là Đức (nơi các liên kết được phát triển do Ostpolitik của Đức trong những năm 1970, và cả Ukraina, Belarus, Ý, Thổ Nhĩ Kỳ, Pháp và Hungary.
Vào tháng 9 năm 2009, Thủ tướng Vladimir Putin cho biết Nga sẽ cố gắng tự do hóa thị trường khí đốt trong nước trong tương lai gần nhưng sẽ duy trì độc quyền xuất khẩu của Gazprom trong trung hạn. Tháng 7 năm 2008, tổng thống Nga đã ký luật cho phép chính phủ phân bổ các mỏ dầu khí chiến lược trên thềm lục địa mà không cần thông qua thủ tục đấu giá. Vào ngày 17 tháng 2 năm 2011, Nga đã ký một thỏa thuận với Trung Quốc, nêu rõ rằng để đổi lấy khoản vay 25 tỷ đô la của Trung Quốc cho các công ty dầu mỏ của Nga, Nga sẽ cung cấp cho Trung Quốc một lượng lớn dầu thô thông qua các đường ống mới trong 20 năm tới. Tính đến năm 2014, dầu khí chiếm hơn 60% xuất khẩu của Nga và chiếm hơn 30% tổng sản phẩm quốc nội (GDP) của đất nước.
Nền kinh tế Nga phụ thuộc nhiều vào xuất khẩu tài nguyên thiên nhiên như dầu mỏ và khí đốt tự nhiên, và Nga đã sử dụng những nguồn tài nguyên này cho lợi thế chính trị của mình. Trong khi đó, Mỹ và các nước phương Tây khác đã nỗ lực giảm bớt sự phụ thuộc của châu Âu vào Nga và các nguồn tài nguyên của Nga. Bắt đầu từ giữa những năm 2000, Nga và Ukraine đã có một số tranh chấp trong đó Nga đe dọa cắt nguồn cung cấp khí đốt. Khi một lượng lớn khí đốt của Nga được xuất khẩu sang châu Âu thông qua các đường ống chạy qua Ukraine, những tranh chấp đó đã ảnh hưởng đến một số quốc gia châu Âu khác. Dưới thời Putin, những nỗ lực đặc biệt đã được thực hiện để giành quyền kiểm soát ngành năng lượng châu Âu. Tuy vậy, công bằng thì nền công nghiệp của châu Âu đã trải qua nhiều thập kỷ phát triển hưng thịnh nhờ dòng chảy khí đốt giá rẻ tưởng chừng như bất tận từ Nga, đây lại chính là "bầu sữa" đã giúp châu Âu có sức để cạnh tranh với một nước Mỹ giàu tài nguyên và bù đắp những yếu tố bất lợi như chi phí nhân công cao và quy định ngặt nghèo về lao động và môi trường.

## Năm 2022

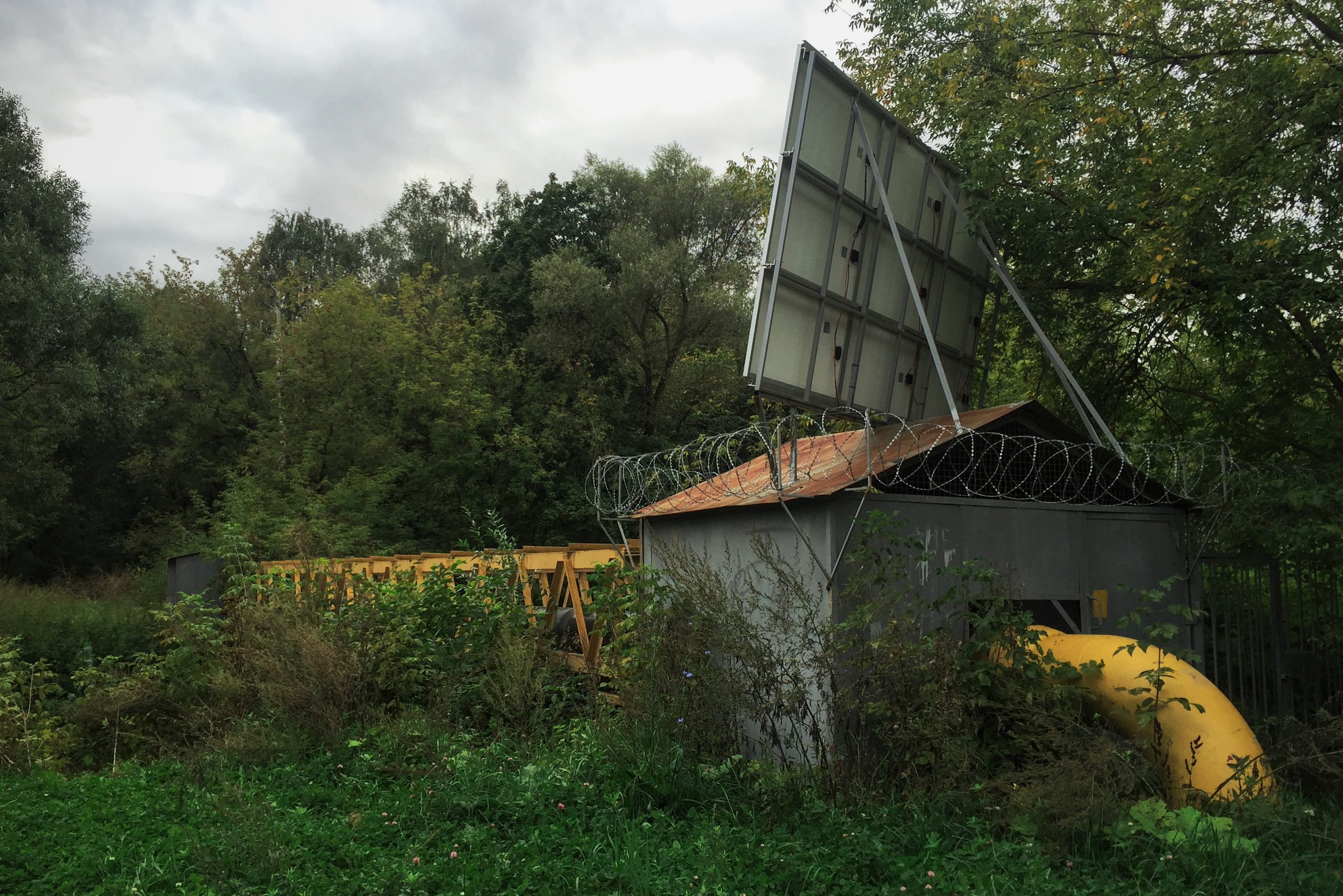
Điểm dẫn khí đốt của Nga ở công viên Losiny

Cuộc xâm lược Ukraine năm 2022 của Nga là phần mới nhất của Chiến tranh Nga-Ukraine đã gây ra việc vũ khí hóa khí đốt tự nhiên mà Nga đã cố gắng sử dụng để ngăn các nước Tây Âu hỗ trợ cho Ukraine. Đe dọa và sau đó thực sự hạn chế nguồn cung cấp khí đốt cho các nước Tây Âu dẫn đến việc Dòng chảy phương Bắc 2 không bắt đầu hoạt động, tiếp theo là một số đường ống dẫn khí đốt từ Nga ở Baltic bị phá hoại vào ngày 26 tháng 9 năm 2022. Các lệnh trừng phạt đối với các ngân hàng Nga khiến Gazprom khó nhận được tiền thu được từ doanh số bán hàng quốc tế mà năm 2022 đã giảm 45,5% xuống 100,9bcm. Đức, trước đây là khách hàng mua khí đốt chính của Nga đã ngừng nhập khẩu vào tháng 12 năm 2022, cũng như hầu hết các quốc gia EU đã làm. Sản lượng khí đốt của Nga vào năm 2022 thấp hơn 20% so với năm 2021 và có thể phải mất nhiều năm nữa Nga mới tìm được người mua thay thế cho thị trường EU đã mất đi.